# Kupanta-Kurunta
Kupanta-Kurunta es el nombre de dos reyes de territorios de la antigua Anatolia.

## Rey de Arzawa
Fue el primer rey de Arzawa del que se tiene noticia, desde aproximadamente el 1430 a. C. hasta finales del 1400 a. C.
Fue derrotado por Tudhaliya I/II (1430-1400 a. C.) y su yerno, el futuro Arnuwanda I (1400-1385 a. C.). Después, firmó un tratado con Tudhaliya, hacia el 1430 a. C. Un déspota local, Madduwatta, (¿Madiates?) de Zippasla (al este de la futura Magnesia del Sipilos), después de una victoria militar sobre los hititas, se hizo independiente. Kupanta-Kurunta atacó a Maduwata, quien acabó casándose con la hija de Kupanta-Kurunta.
Después del 1400 a. C., Maduwatta se apoderó del trono de Arzawa, seguramente a la muerte de Kupanta-Kurunta.

## Rey de Mira
Otro Kupanta-Kurunta nació en el 1330 a. C. o 1320 a. C. en el reino de Mira (en Anatolia occidental), en el seno de una familia principesca. Su padre se unió a un golpe de Estado contra el rey Mašḫuiluwa.

El rey hitita Suppiluliuma I (¿?-1322 a. C.), casó a Mašḫuiluwa con su hija Muwatti y le reinstauró en el trono. El padre de Kupanta-Kurunta parece que murió o fue exiliado poco después. Mašḫuiluwa preguntó entonces al sucesor de Suppiluliuma Mursili II (1321-1295 a. C.) si podía adoptar a Kupanta-Kurunta como hijo.
El reino de Mira se alió con los hititas contra Uhha-Ziti de Arzawa; pero dos años más tarde tras el eclipse de Mursili (hacia el 1310 a. C.), Mira se rebeló bajo la influencia del "Gran Padre de la Casa" (probablemente un aventurero de Masa). Mursili sofocó la rebelión, transfirió a Mašḫuiluwa a un territorio hitita, e instauró a Kupanta-Kurunta como rey.
A principios del siglo XIII a. C. Muwatalli II (1295-1272 a. C.) firmó un tratado con Alaksandu de Wilusa. En él, informaba a Alaksandu que considerara a Kupanta-Kurunta hijo de Muwatti y además miembro de la familia real hitita.
Kupanta-Kurunta ayudó, en apariencia, a Hattusili III (1265-1237 a. C.), en relación con uno de sus sobrinos, hijo de su hermano Muwatalli II, Urhi-Tešub (1272-1265 a. C.). Después de que Hattusili consiguiera el reino, Kupanta-Kurunta recibió una carta del faraón Ramsés II (c. 1279-1213 a. C.), que fue copiada a Hattusili. En ella, el faraón aseguró a Kupanta-Kurunta que Egipto permanecería como aliado fiel de Hatti y que no contemplaba ningún plan de ayuda a Urhi-Tessup en ninguna otra aventura.